# Embolophora monoceros
Embolophora monoceros är en insektsart som beskrevs av Stsl 1855. Embolophora monoceros ingår i släktet Embolophora och familjen sporrstritar. Inga underarter finns listade i Catalogue of Life.